# Campeonato Português de Rugby de 2014–2015
O Campeonato Nacional da Divisão de Honra 2014/2015 contou com 10 clubes, acabando com o título do GD Direito.
Final
25/04/2015 CDUL - GD Direito, 19-26
3.º e 4.º Lugares
CR Técnico e Agronomia
1/2 Finais
CDUL - AEIS Agronomia, 20-8
GD Direito - AEIS Técnico, 41-12
Play-Off 3º Classificado-6º Classificado
AEIS Tecnico - CF Os Belenenses, 32-12
Play-Off 4º Classificado-5º Classificado
GDS Cascais - AEIS Agronomia, 13-19

## CN da Divisão de Honra - Fase Apuramento
|     |                           | Jogos | Jogos | Jogos | Jogos | Jogos | Jogos | Jogos | Ensaios | Ensaios | Pontapés de Transformação convertidos | Pontapés de Transformação convertidos | Pontapés de Penalidade convertidos | Pontapés de Penalidade convertidos | Pontapés de Ressalto convertidos | Pontapés de Ressalto convertidos | Pontos de Jogo | Pontos de Jogo | Pontos de Jogo | Pontos Bónus | Pontos Bónus | Pontos Bónus | Pontos Totais |
| Pos | Equipa                    | Jor.  | J     | V     | E     | D     | FC    | Pts.  | Marc.   | Sofr.   | Marc.                                 | Sofr.                                 | Marc.                              | Sofr.                              | Marc.                            | Sofr.                            | Marc.          | Sofr.          | Dif.           | Ise          | Ofen.        | Defen.       | Pts Tot       |
| --- | ------------------------- | ----- | ----- | ----- | ----- | ----- | ----- | ----- | ------- | ------- | ------------------------------------- | ------------------------------------- | ---------------------------------- | ---------------------------------- | -------------------------------- | -------------------------------- | -------------- | -------------- | -------------- | ------------ | ------------ | ------------ | ------------- |
| 1   | CDUL                      | 20    | 18    | 18    | 0     | 0     | 0     | 72    | 111     | 19      | 82                                    | 13                                    | 16                                 | 23                                 | 1                                | 4                                | 770            | 202            | +568           | 8            | 13           | 0            | 93            |
| 2   | GD Direito                | 20    | 18    | 16    | 0     | 2     | 0     | 64    | 115     | 28      | 74                                    | 15                                    | 13                                 | 23                                 | 1                                | 1                                | 765            | 242            | +523           | 8            | 12           | 0            | 84            |
| 3   | Clube de Rugby do Técnico | 20    | 18    | 12    | 0     | 6     | 0     | 48    | 92      | 41      | 62                                    | 27                                    | 32                                 | 26                                 | 0                                | 1                                | 680            | 340            | +340           | 8            | 8            | 2            | 66            |
| 4   | GDS Cascais               | 20    | 18    | 11    | 0     | 7     | 0     | 44    | 58      | 45      | 38                                    | 26                                    | 27                                 | 22                                 | 0                                | 1                                | 447            | 346            | +101           | 8            | 7            | 1            | 60            |
| 5   | AEIS Agronomia            | 20    | 18    | 10    | 0     | 8     | 0     | 40    | 62      | 24      | 35                                    | 16                                    | 13                                 | 27                                 | 0                                | 2                                | 419            | 239            | +180           | 8            | 8            | 4            | 60            |
| 6   | CF Belenenses             | 20    | 18    | 7     | 0     | 11    | 0     | 28    | 51      | 67      | 30                                    | 39                                    | 24                                 | 20                                 | 1                                | 0                                | 390            | 473            | -83            | 8            | 3            | 4            | 43            |
| 7   | CDUP                      | 20    | 18    | 6     | 0     | 12    | 0     | 24    | 39      | 71      | 22                                    | 45                                    | 32                                 | 14                                 | 2                                | 0                                | 341            | 487            | -146           | 8            | 2            | 3            | 37            |
| 8   | AA Coimbra                | 20    | 18    | 4     | 0     | 14    | 0     | 16    | 40      | 82      | 17                                    | 55                                    | 14                                 | 22                                 | 5                                | 1                                | 291            | 589            | -298           | 8            | 2            | 1            | 27            |
| 9   | CR Arcos Valdevez         | 20    | 18    | 4     | 0     | 14    | 0     | 16    | 30      | 126     | 15                                    | 81                                    | 13                                 | 11                                 | 1                                | 1                                | 222            | 828            | -606           | 8            | 1            | 1            | 26            |
| 10  | RC Montemor o Novo        | 20    | 18    | 2     | 0     | 16    | 0     | 8     | 27      | 122     | 14                                    | 72                                    | 19                                 | 15                                 | 0                                | 0                                | 220            | 799            | -579           | 8            | 1            | 1            | 18            |

Nota: Na coluna “Ise” são atribuidos 4 pontos por cada jornada em que as equipas estejam isentas.
O RC Montemor-o-Novo desce a Primeira Divisão.

## Calendário
|                           | CDUL  | GDD   | CRT   | GDS   | AGR   | CFB   | CDUP  | AAC   | CRAV  | RCM   |
| CDUL                      |       | 21-3  | 37-28 | 26-12 | 39-12 | 30-26 | 15-13 | 40-19 | 115-0 | 64-3  |
| GD Direito                | 13-32 |       | 22-8  | 45-24 | 15-12 | 68-15 | 47-9  | 55-17 | 81-0  | 69-0  |
| Clube de Rugby do Técnico | 17-39 | 10-42 |       | 12-17 | 6-11  | 34-31 | 80-14 | 29-11 | 98-12 | 91-0  |
| GDS Cascais               | 3-47  | 12-18 | 24-32 |       | 18-8  | 15-23 | 41-20 | 37-8  | 24-11 | 17-0  |
| AEIS Agronomia            | 13-16 | 15-25 | 7-26  | 34-18 |       | 25-16 | 33-10 | 40-3  | 43-3  | 49-6  |
| CF Belenenses             | 12-31 | 11-43 | 6-25  | 12-17 | 5-41  |       | 14-30 | 45-10 | 47-22 | 47-20 |
| CDUP                      | 7-40  | 16-31 | 13-34 | 13-30 | 0-28  | 21-26 |       | 32-3  | 42-12 | 30-0  |
| AA Coimbra                | 13-71 | 13-41 | 21-30 | 15-45 | 20-17 | 15-10 | 10-20 |       | 47-11 | 43-10 |
| CR Arcos Valdevez         | 5-47  | 3-85  | 7-61  | 11-33 | 3-0   | 3-14  | 27-26 | 30-23 |       | 40-13 |
| RC Montemor o Novo        | 3-60  | 24-62 | 26-59 | 11-60 | 10-31 | 23-30 | 16-25 | 26-0  | 29-22 |       |